# Liste der Monuments historiques in Avançon (Ardennes)
Die Liste der Monuments historiques in Avançon führt die Monuments historiques in der französischen Gemeinde Avançon auf.

## Liste der Immobilien
| Bezeichnung    | Beschreibung           | Standort            | Kennzeichnung | Schutzstatus   | Datum     | Bild           |
| -------------- | ---------------------- | ------------------- | ------------- | -------------- | --------- | -------------- |
| Kirche St-Rémi | ab dem 13. Jahrhundert | Rue Grimblot (Lage) | PA00078338    | Inscrit Classé | 1926 1942 | weitere Bilder |

## Liste der Objekte
| Bezeichnung | Beschreibung                          | Standort                     | Kennzeichnung | Schutzstatus | Datum | Bild |
| ----------- | ------------------------------------- | ---------------------------- | ------------- | ------------ | ----- | ---- |
| Adlerpult   | Holz, farbig gefasst, 18. Jahrhundert | in der Kirche St-Rémi (Lage) | PM08000039    | Classé       | 1972  |      |
| Pietà       | Holz, farbig gefasst, 18. Jahrhundert | in der Kirche St-Rémi (Lage) | PM08001313    | Inscrit      | 2015  |      |